# Arenaria stuebelii
Arenaria stuebelii là loài thực vật có hoa thuộc họ Cẩm chướng. Loài này được Hieron. mô tả khoa học đầu tiên năm 1895.